# SN 1998ap
SN 1998ap – supernowa odkryta 31 marca 1998 roku w galaktyce A200035-5242. W momencie odkrycia miała maksymalną jasność 17,00m.